# Эмден (Бёрде)
Эмден (нем. Emden) — деревня в Германии, в земле Саксония-Анхальт, входит в район Бёрде в составе коммуны Альтенхаузен.
Население составляет 306 человек (на 7 февраля 2025 года). Занимает площадь 16,43 км².

## История
Первое упоминание о поселении относится к 1022 году.
1 января 2010 года, после проведённых реформ, Эмден вошла в состав коммуны Альтенхаузен.

## Известные уроженцы
- Маттиас Иоганн фон дер Шуленбург — германский военачальник, фельдмаршал Венеции.
- Мелюзина фон дер Шуленбург — баронесса, любовница короля Великобритании Георга I.

## Галерея
- Церковь в Эмдене
- Речка Бебер в Эмдене
- Гаупт-штрассе в Эмдене
- Усадьба в Эмдене, 1857—1883 годы